# Cambridge International Airport
Cambridge International Airport (engelska: Marshall Airport Cambridge UK) är en flygplats i Storbritannien.   Den ligger i grevskapet Cambridgeshire och riksdelen England, i den sydöstra delen av landet, 80 km norr om huvudstaden London. Cambridge International Airport ligger 14 meter över havet.
Terrängen runt Cambridge International Airport är platt. Runt Cambridge International Airport är det ganska tätbefolkat, med 149 invånare per kvadratkilometer. Närmaste större samhälle är Cambridge, 4,0 km väster om Cambridge International Airport. Trakten runt Cambridge International Airport består till största delen av jordbruksmark.